# 罗坑镇 (茂名市)
罗坑镇，是中华人民共和国广东省茂名市电白区下辖的一个乡镇级行政单位。著名的罗坑水库即位于此。

## 行政区划
罗坑镇下辖以下地区：罗坑社区、窝仔村、华兰村、红星村、大车田村、和睦村、目力村、福地岭村、塘学村、甘坑村、里联村、里平村、黄沙村、良田村、高华村和万坑村。